# Zirndorf
Zirndorf é uma cidade francônia no estado da Baviera, Alemanha. Localiza-se na região administrativa da Média Francónia, no distrito Fürth.